# Pilar de Valderrama
Pilar de Valderrama Alday (Madrid, 27 de septiembre de 1889-Madrid, 15 de octubre de 1979) fue una poetisa y dramaturga española encuadrada en el postmodernismo, conocida como Guiomar gracias a su relación epistolar con Antonio Machado entre 1928 y 1936.

## Biografía
Pilar Valderrama, perteneciente a la alta burguesía madrileña, se casó a los diecinueve años de edad con Rafael Martínez Romarate, ingeniero que después de la guerra dirigió la luminotecnia del teatro María Guerrero de Madrid, y con el que tuvo tres hijos.
Desde muy joven dedicó gran parte de su actividad a alternar en ambientes culturales. Fue miembro del Lyceum Club Femenino, asociación fundada en 1926, que servía como lugar de encuentro de intelectuales y artistas. Formó tertulia con Concha Espina, María de Maeztu, Zenobia Camprubi, esposa de Juan Ramón Jiménez, y otras consortes de intelectuales o artistas como Mabel Rick, mujer de Pérez de Ayala, y reunió en su casa a otras figuras del momento, Cansinos Assens, Araujo Costa, Huberto Pérez de la Ossa, Ruiz Contreras o el escultor Victorio Macho, casado con Mª Soledad Martínez Romarate, una hermana de su marido.
Puso en marcha en su casa el “Teatro Íntimo Fantasio”, teatro de cámara, donde se llevaron a cabo representaciones de Aristófanes y Jacinto Benavente entre otros, y su cuadro poético El sueño de las tres princesas, destacando su escenografía y la iluminación.
En 1930 fue nombrada miembro correspondiente de la Real Academia Hispanoamericana de Cádiz.
Su figura adquirió más notoriedad a partir de 1981, con la publicación póstuma de su libro de memorias Sí, soy Guiomar, que confirmó públicamente que ella era la Guiomar de las poesías de Antonio Machado, como ya se intuía en círculos literarios desde 1964. En su selección de recuerdos y evocaciones leemos en las cartas del poeta (cartas 9, 13, 32) cómo éste incluyó unos versos de Pilar en el libreto de La Lola se va a los puertos, obra teatral escrita en colaboración con su hermano Manuel.

## Relación con Antonio Machado
Iniciada probablemente en 1928, la secreta relación entre Pilar y el maduro poeta no se desveló hasta 1950. En ese año, once tras la muerte de Machado, un libro de Concha Espina vino a descubrir el idilio aportando copias fotográficas de las cartas del poeta pero escondiendo el nombre de la amada tras el de Guiomar. Su identidad quedó en suspenso hasta 1981, con la publicación de las memorias deliberadamente póstumas de Pilar de Valderrama, acompañadas de las 36 únicas cartas que ella conservaba de las más de 240 que le escribió Machado. Con la falta absoluta de testigos, esas memorias, las cartas y los propios versos de Machado a Guiomar son las únicas fuentes directas de su relación.

### La versión de Pilar
Según relató Pilar Valderrama en su libro Sí, soy Guiomar, en marzo de 1928, teniendo ella treinta y ocho años, su esposo le había confesado su infidelidad con una joven que se acababa de suicidar. El natural despecho y la confusión la llevaron a buscar descanso y soledad en Segovia, donde el poeta era profesor de francés en el instituto. Pero no fue en esta ocasión cuando conoció a Machado, sino durante un segundo viaje a dicha ciudad en junio de aquel mismo año. Entonces le envió una carta de presentación de parte de María Calvo, hermana del actor Ricardo Calvo, amigo de Machado, y él se presentó a saludarla a su hotel. Pilar de Valderrama le invitó a cenar al siguiente día en el hotel y el poeta, que iba a cumplir cincuenta y tres años, por lo visto, se enamoró desde el primer instante. Aunque Pilar le advirtió de que, por su condición de casada, solo podría ofrecerle una inocente amistad.

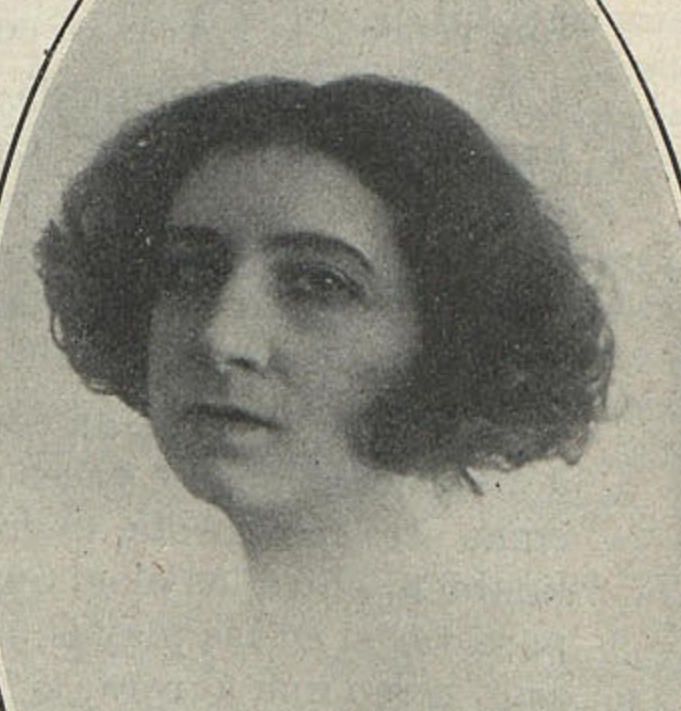
Pilar de Valderrama c. 1924

Su relación, cuya castidad afirma Pilar y certifican las quejas de Machado en muchas de sus cartas, a lo largo de los casi ocho años que duró, quedaba limitada a citas semanales en Segovia o en Madrid (primero en los jardines de la Moncloa y luego en un apartado café cerca de Cuatro Caminos al que llamaban “nuestro rincón” o el “rincón conventual”); complementándose con un correo secreto, a razón de una o dos cartas por semana. En todas sus cartas Machado se presenta como “tu poeta” y la invoca a ella como su “diosa”. Cuando no pueden verse, acuerdan mantener a hora fija una cita imaginaria llamando a ese momento de mutua comunión espiritual “el tercer mundo”, al que alude Machado repetidamente en sus cartas, y que da título a una obra teatral de Pilar (detalle que —hasta que Pilar lo explicó en sus memorias— dio pie a que muchos, interpretándolas como citas reales, dudaran del carácter platónico que siempre tuvo su relación, y que de algún modo corroboran las quejas de forzada castidad que Machado hacía en sus cartas a Pilar).
En 1935, Pilar puso como pretexto la inseguridad de las calles en Madrid para cancelar sus secretas citas semanales en el café de Cuatro Caminos y, a partir de entonces, solo se comunicaron por carta; relación epistolar que se cerró definitivamente en marzo de 1936, cuando el marido de Pilar creyó prudente exiliarse con toda su familia a Estoril, desde donde la censura de fronteras entonces existente les impidió continuar su secreta correspondencia (siempre según Pilar Valderrama).
Machado continuó escribiendo versos a Guiomar. Entre ellos, sobresale el soneto incluido —y en cierto modo camuflado— en sus poesías de guerra; soneto escrito en Valencia y, en opinión de los más románticos, última de sus secretas cartas a Pilar, a quién Machado suponía aún refugiada en Estoril.
De mar a mar, entre los dos la guerra
más honda que la mar. En mi parterre,
miro a la mar que el horizonte cierra.
Tú asomada, Guiomar, a un finisterre,

miras hacia otra mar, la mar de España
que Camoens cantara, tenebrosa.
Acaso a ti mi ausencia te acompaña.
A mí me duele tu recuerdo, diosa.

La guerra dio al amor el tajo fuerte.
Y es la total angustia de la muerte,
con la sombra infecunda de la llama

y la soñada miel de amor tardío,
y la flor imposible de la rama
que ha sentido del hacha el corte frío.
Machado nunca reveló su relación, ni siquiera a su madre o hermanos. En el abrigo del poeta se encontraron, tras su muerte, un papel garabateado a lápiz con la frase de Shakespeare "ser o no ser", un último verso alejandrino: «Estos días azules y este sol de la infancia...», y una cuarteta de Otras canciones a Guiomar (a la manera de Abel Martín y Juan de Mairena), corregida así: "Y te daré mi canción: / Se canta lo que se pierde / con un papagayo verde / que la diga en tu balcón".
Pero en 1938 Pilar ya no estaba en Estoril, pues en 1937 pudo regresar a España, a una casa que la madre de su marido tenía en Palencia y a la finca "El Carrascal", junto a Paredes de Nava.

### Pilar sin Machado
Según algunos biógrafos, fue la finca de "El Carrascal" la inspiradora del nombre Guiomar, por encontrarse en el antiguo señorío del poeta Jorge Manrique (por el que, al parecer, tanto Antonio como Pilar sentían veneración), poeta castellano que dedicó algunos versos a su amada esposa Guiomar de Castañeda. Según el relato de Pilar fue en dicha finca donde le llegó la noticia de la muerte del poeta, meses después de sucedida. También pasarían algunos años para que tuviese conocimiento de la última 'carta-soneto' de Machado.
En 1938 —y dentro de la España franquista— Pilar y su marido, como miembros del Teatro Nacional montado y dirigido por Luis Escobar anduvieron de gira representando numerosas obras de tradicional teatro clásico.
Afincada de nuevo en Madrid desde 1940, Pilar de Valderrama intercambió confidencias con su amiga Concha Espina, descubriéndole en 1950 su relación con Machado; la novelista la animó a hacerlo público "en honor del mejor conocimiento del poeta". Pilar aceptó a condición de seguir ella en el anonimato. De ese modo se descubrían estos datos íntimos de Machado con la razón de "explicar al fin" aquellos versos que hasta entonces y para algunos "resultaban inexplicables". Pilar de Valderrama murió en 1979, pocos días después de cumplir noventa años. Sus memorias se publicaron dos años después y las cartas de Machado fueron donadas a la Biblioteca Nacional.

## Obras

### Poesía
- Las piedras de Horeb (Sucesores de Hernando. Madrid, 1923). Su primer libro de poesía en edición limitada de quinientos ejemplares, con ilustraciones de su marido y portada de su cuñado, Victorio Macho.
- Huerto cerrado (Caro Raggio, Madrid, 1928). Su libro preferido, que revela las lecturas de Berceo, Manrique, San Juan de la Cruz, Fray Luis y Gustavo Adolfo Bécquer.
- Esencias (Caro Raggio, Madrid, 1930). Con poemas en verso y prosa. Escrito ya después de conocer a Machado, que lo reseñó en Los lunes de El Imparcial de Madrid 5 de octubre de 1930.
- Holocausto (Artegrafia, Madrid, 1943). Dedicado a su hijo muerto en juventud. Prologado por un soneto de Manuel Machado.
- Obra poética (Siler, Madrid, 1958). Antología, que incluye además Espacio, escrito en 1949.
- Pilar de Valderrama (Guiomar), De mar a mar (Ed.Torremozas, Madrid, 1984). Antología póstuma con algunas poesías inéditas, con prólogo de Carlos Murciano, que ya en el título explicita su relación con Antonio Machado.
- Evocación. Antología poética (Ed. Torremozas, Madrid, 2020). Edición de Fran Garcerá.

### Teatro
- El tercer mundo (Teatro de mujeres. Tres autoras españolas, prólogo de Cristóbal de Castro, M. Aguilar editor, Madrid, 1934). Escrita antes de julio de 1930 según testimonia Antonio Machado en una de sus cartas de esa fecha.
- La vida que no se vive  No publicada, también previa a julio de 1930 según la misma carta de Antonio Machado.[8] Fue leída en el Ateneo madrileño en 1970.
- Sueño de las tres princesas, también inédita, estrenada en 1929 en su teatro doméstico "Fantasio".[18]
- Lo que vale más, inédita, estrenada en su teatro doméstico "Fantasio".

### Autobiografía
- Si, soy Guiomar. Memorias de mi vida. (Plaza & Janés, Barcelona. 1981). Con el epistolario de Machado.

## Opiniones y juicios
Hasta 1950, las interpretaciones que la crítica literaria dio al significado de Guiomar carecieron de base al desconocerse lo que había detrás de ese nombre. A partir de aquel año, el libro de Concha Espina la identificó con una desconocida a quien Machado dirigía las enamoradas cartas que allí se hacían públicas por primera vez. Y aunque con esas claves la conexión parecía evidente, la información era tan fragmentaria que todavía autorizaba a algunos biógrafos y estudiosos de Machado a atribuir a Guiomar otros significados diferentes.
En 1981 el tema, entre morboso y erudito, dio un nuevo giro con la publicación de las memorias de Pilar de Valderrama, en cuyo título la autora publicitaba y reconocía su identidad con Guiomar, aportando además, como prueba, 36 cartas de Machado. A pesar de tales evidencias, todavía existen algunas teorías como la que, a través de la obra filosófica de Machado, plantea que Guiomar es un ente filosófico abstracto más cercano a su esposa Leonor fallecida en 1912; o la que, apoyándose en el descubrimiento de unos poemas a Guiomar supuestamente previos a la fecha en que Machado y Pilar se conocieron, concluye que Guiomar no es sino otro de los imaginarios apócrifos de Machado, como Abel Martín o Juan de Mairena; Investigaciones posteriores han invalidado esa temprana datación de dichos poemas.
Por su parte, los biógrafos más autorizados de Antonio Machado, posteriores a 1981, fecha en que apareció Si, soy Guiomar. Memorias de mi vida, coinciden en denunciar el vampirismo literario y vital que puso en juego Pilar Valderrama. Pero a pesar de la enfermiza expectación —el popular morbo— que despertaron las revelaciones de Concha Espina en 1950 envolviendo el "caso Guiomar", la gran venganza del destino nació de la mezcla de inteligencia y amor que parece emanar de todos los actos de Antonio Machado, en lo literario como en lo vital. Lo cierto es que el poeta convirtió la amiga interesada en musa, creando un personaje mixto, mitad objeto del deseo, mitad apócrifo femenino de sí mismo, por sí mismo y contra sí mismo. O como podría decir Juan de Mairena a sus alumnos: "...aquella mujer no era trigo limpio, pero el poeta supo hacer de ella un buen pan".
Prescindiendo de eruditos, biógrafos, críticos e incluso apócrifos, el último juicio le corresponde a Machado:
Todo amor es fantasía:
él inventa el año, el día,
la hora y su melodía,
inventa el amante y, más,
la amada. No prueba nada
contra el amor que la amada
no haya existido jamás.